# San Pedro del Espino
San Pedro del Espino es un corregimiento del distrito de Santiago en la provincia de Veraguas, República de Panamá. La localidad tiene 1629 habitantes (2010).